# سرگئی نوویکوف (ورزشکار)
سرگئی نوویکوف (روسی: Серге́й Валентинович Новиков؛ زادهٔ ۲۷ april ۱۹۷۹ (۴۵ سال)) ورزشکار دوگانه اهل بلاروس است.
وی در مسابقات کشوری و بین‌المللی در مجموع برندهٔ ۲ مدال طلا، ۳ مدال نقره، ۲ مدال برنز شده‌است.